# Piccole donne (film 1980)
Piccole donne (若草物語?, Wakakusa monogatari) è un film per la televisione anime del 1980 diretto da Yūgo Serikawa. Basato sulla prima parte dell'omonimo romanzo di Louisa May Alcott e prodotto dalla Toei Dōga, il film fu trasmesso su Fuji Television il 3 maggio 1980 alle 14:35.

## Trama
Le sorelle Jo, Meg, Beth e Amy March vivono con la loro madre a Concord, nel Massachusetts, in ristrettezze economiche causate dalla partenza del padre per la guerra di secessione americana, e affrontano il loro primo Natale senza di lui. Jo è un maschiaccio che sogna di fare la scrittrice, Meg è la sorella maggiore e la più responsabile, Beth è timida e ama suonare il pianoforte, mentre Amy è la più piccola ma si comporta già come un'adulta. Le sorelle si sforzano di aiutare la loro famiglia e migliorare i loro caratteri. Dopo aver scambiato i loro regali con un paio di pantofole nuove per la madre, le sorelle si uniscono a lei nel portare la loro colazione di Natale agli Hummel, una povera famiglia composta da una madre vedova e sei bambini. In seguito Jo fa amicizia con il loro vicino di casa orfano Laurie Laurence e con suo nonno James. Quest'ultimo permette a Beth di suonare il pianoforte della sorella di Laurie, morta a 13 anni, e successivamente glielo regala. Nel frattempo si sviluppa una storia d'amore tra Meg e John Brooks, il giovane tutore di Laurie, e Jo inizia a scrivere racconti per il quotidiano locale.
Una sera arriva la notizia che il signor March è stato ricoverato in ospedale a Washington perché gravemente ferito, e la mamma decide di raggiungerlo sebbene non abbia i soldi per il biglietto. Jo quindi si reca dalla loro burbera zia per ottenere un prestito, ma le resistenze della donna la convincono a vendere i propri capelli a un parrucchiere perché ne faccia una parrucca. Quando torna a casa coi soldi, però, scopre che la zia ha cambiato idea e ha deciso di finanziare il viaggio, ma il suo gesto le fa guadagnare il rispetto della zia. Mentre la mamma è a Washington, Beth la sostituisce andando ad assistere gli Hummel, ma uno dei bambini muore di scarlattina e Beth viene contagiata. Dopo molti giorni di malattia, Beth si riprende e riabbraccia la madre appena tornata. Poco prima di Natale, anche il padre delle ragazze torna a casa.

## Personaggi e doppiatori
| Personaggio     | Doppiatore giapponese | Doppiatore italiano |
| --------------- | --------------------- | ------------------- |
| Jo March        | Kazuko Sugiyama       | Susanna Fassetta    |
| Meg March       | Eiko Masuyama         | Valeria Perilli     |
| Beth March      | Yōko Asagami          |                     |
| Amy March       | Mami Koyama           | Beatrice Margiotti  |
| Mamma March     | Masako Ikeda          | Beatrice Margiotti  |
| Robert March    | Hidekatsu Shibata     | Renato Montanari    |
| James Laurence  | Ichirō Nagai          |                     |
| John Brooks     | Makio Inoue           |                     |
| Zia March       | Taeko Nakanishi       |                     |
| Laurie Laurence | Yoku Shioya           |                     |
| Dottore         | Kazuhiko Kishino      | Renato Montanari    |
| Hannah Mullet   | Nana Yamaguchi        | Liliana Jovino      |
| Signor Grace    | Masaharu Satō         | Renato Montanari    |
| Bambino nero    | Satomi Majima         |                     |
| Donna           | Seiko Nakano          |                     |
| Narratrice      | Sayuri Yoshinaga      | Liliana Jovino      |

## Distribuzione

### Edizione italiana
Il film fu distribuito in Italia dalla ITB e trasmesso per la prima volta sul circuito Euro TV il giorno di Natale del 1984. L'edizione italiana, a cura della Oceania Film, soffre di un adattamento approssimativo in cui, ad esempio, la scarlattina viene sostituita con l'influenza. Inoltre i titoli di testa e di coda giapponesi sono stati sostituiti da quelli italiani, rimuovendo le canzoni.

### Edizioni home video
Il film fu distribuito in VHS in Giappone dalla Toei Video. In Italia fu distribuito in VHS e Betamax dalla ITB negli anni ottanta. Successivamente fu distribuito in VHS dalla Stardust nel 1989 nella collana Fantastimondo e nel 1997 dalla Avo Film nella collana Nel regno dei cartoni. Fu poi distribuito in DVD-Video dalla Mondo Home Entertainment il 3 dicembre 2004 col titolo Piccole donne - Il film; il DVD include il solo audio italiano ed è privo di sottotitoli.